# Endocardio
El endocardio es una membrana que recubre localmente las cavidades del corazón. Forma el revestimiento interno de las aurículas y ventrículos. Sus células son similares tanto embriológicamente como biológicamente a las células endoteliales de los vasos sanguíneos. El endocardio es más grueso en las aurículas que en los ventrículos
y presenta tres capas:
- La capa interna o endotelial
- La capa media o subendotelial
- La capa externa o subendocárdica

## Descripción

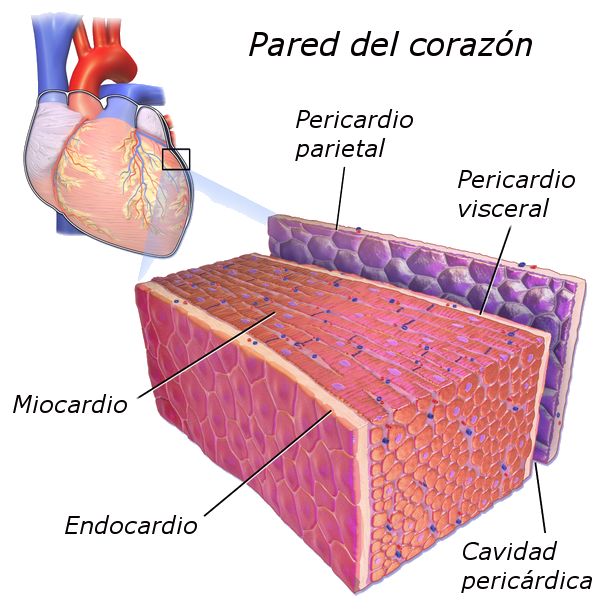
Pared del corazón con sus capas, entre ellas el endocardio

Se trata de un delgado revestimiento interno del corazón que se encuentra constituido por células endoteliales y una delgada capa de tejido conectivo laxo. Puede distinguirse un endocardio mural que reviste las cavidades cardíacas (aurículas y ventrículos), y un endocardio valvular que tapiza las válvulas del corazón.
En el endocardio mural se agregan una túnica músculo-elástica rudimentaria y una capa gruesa subendocárdica de tejido conectivo laxo vascularizado. 
Las válvulas cardíacas se encuentran tapizadas por el endocardio valvular. En realidad las válvulas están formadas por dos capas de endocardio y tejido conjuntivo denso que forma el esqueleto de la estructura y se inserta en un anillo fibroso denso que le da sustentación.
Las válvulas semilunares (aórtica y pulmonar) presentan comisuras y las atrioventriculares constituyen un aparato valvular formado por la válvula propiamente dicha, las cuerdas tendinosas y los músculos papilares).